# NGC 4646
NGC 4646 (również PGC 42740 lub UGC 7892) – galaktyka soczewkowata (S0), znajdująca się w gwiazdozbiorze Wielkiej Niedźwiedzicy. Odkrył ją William Herschel 24 marca 1791 roku.